# Cisano sul Neva
Cisano sul Neva är en ort och kommun i provinsen Savona i regionen Ligurien i Italien. Kommunen hade 2 128 invånare (2018).